# Момчило Бабић
Момчило Бабић (20. октобар 1952) српски је универзитетски професор, лекар и дипломата. Редовни је професор Медицинског факултета Универзитета у Београду и амбасадор Републике Србије у Руској Федерацији.

## Биографија
Школовао се у Београду, где је дипломирао на Медицинском факултету. Магистрирао у Москви као стипендиста Светске здравствене организације на Међународном факултету јавног здравства. Специјализацију из социјалне медицине завршио на Медицинском факултету у Београду, где је докторирао у 34. години живота, а научни сарадник на факултету је постао две године касније. Редовни професор Београдског универзитета је од 2000. године. Директор Републичког фонда за здравствено осигурање од 2013. године.
Студијски боравци и предавања у свету: Centers for disease control and prevention - Атланта (Џорџија), Johns Hopkins University - Балтимор (Мериленд), National Institutes of Health – Бетесда (Мериленд); Georgetown University - Вашингтон (округ Колумбија), Karolinska institutet - Стокхолм, London School of Hygiene & Tropical Medicine - Лондон, Институт "Семашко" - Москва (укупно студијских боравака у овим институцијама око 2 године).
Био је директор Сектора за развој Клиничког центра Србије и градски секретар за здравство у Скупштини града Београда, где је иницирао пројекат "Београд - здрав град". Од 1992. до 2001. је обављао функцију директора КБЦ "Бежанијска коса". Био је и помоћник Министра здравља Републике Србије и председник Савета Универзитета у Београду.
Проф.др Момчило Бабић је аутор преко 250 научних и стручних радова објављених у страним и домаћим часописима и на конгресима, као и 24 медицинске књиге и уџбеника, међу којима и "Медицински лексикон" и "Скрининг у медицини". У сарадњи са Раш Универзитетом из Чикага, је објавио две књиге, чији је главни аутор и уредник: "New Challenges in Health Care" и "Моdern Health Care Glossary". Аутор је бројних радова из области социјалне медицине и здравственог менаџмента, које и предаје на Медицинском факултету у Београду. Иницирао је и конципирао предмет "Савремена болница", акредитован за 2. годину основних студија као изборни предмет, који предаје на Медицинском факултету.
Био члан уредништва најстаријег медицинског часописа Српски архив за целокупно лекарство и члан Председништва Српског лекарског друштва. Главни је уредник у пројекту "Медицинска енциклопедија", првог издања на српском језику у коме учествује преко 250 истакнутих лекара и професора медицине. Председник је Медицинског академског форума, удружења лекара академске провенијенције са седиштем у Београду. Године 2012. проглашен од стране Прве европске куће у Србији и Европског покрета за "Најевропљанина за 2011." за област програма и пројеката, за пројекат "Здравствена политика у Србији до 2020. године".
Професор Бабић се преко 30 година бави сликарством; своја дела је донирао, углавном болницама.
Професор Бабић је претходно био амбасадор Републике Србије у Словачкој Републици. Поводом Дана уставности Републике Србије 2020. године, словачким пријатељима се обратио говором на словачком језику са порукама пријатељства и братства.
Организација Servare et Manere доделила је 16. августа 2021. године Момчилу Бабићу, амбасадору Републике Србије у Словачкој Републици Спомен-медаљу дрво мира, због заслуга у промоцији мира, разумевања и пријатељства међу народима.
Фебруара 2022. године ступио је на одговорну дужност Амбасадора Републике Србије у Руској Федерацији и на нерезиденцијалној основи у Киргиској Републици, Републици Узбекистан, Републици Таџикистан и Туркменистану. Као амбасадор са искуством у земљи чланици Европске уније и особа од великог радног и животног искуства, бивши постдипломац Московског универзитета улаже неопходне напоре на унапређењу односа са Руском Федерацијом и земљама Средње Азије, традиционалним пријатељима Републике Србије у веома комплексном тренутку међународних односа.

## Награде и признања

### Одликовања
- Servare et Manere:  Спомен-медаља дрво мира (Енглески језик: Memorial Medal of Tree of Peace).[11][12]